# هنري إتش. سبراغ
هنري إتش. سبراغ هو محامي وسياسي أمريكي، (ولد في Athol, Massachusetts ‏ في الولايات المتحدة 1841 – 1920 م). انتخب عضو مجلس نواب ماساتشوستس ‏.